# Ronde van Spanje 2017
De 72e editie van de Ronde van Spanje ging van start op zaterdag 19 augustus 2017 in Nîmes (Frankrijk) en eindigde op zondag 10 september in Madrid. Er startten 22 ploegen: de achttien UCI World Tour-ploegen en vier procontinentale ploegen via wildcards.
Nairo Quintana, de winnaar van de voorgaande editie, kwam zijn titel niet verdedigen. Hij werd op de lijst van winnaars opgevolgd door Chris Froome, die eerder in het jaar ook de Ronde van Frankrijk had gewonnen. Hij werd hiermee de eerste Britse winnaar van de Vuelta. Later dat jaar werd Froome verdacht van het gebruiken van te veel Salbutamol tijdens de race. Het UCI heeft in juli 2018 verklaard dat die aanklacht niet gegrond was.
Drie etappes in deze Vuelta werden gewonnen door Belgen (Yves Lampaert, Sander Armée en Thomas De Gendt) en geen enkele door een Nederlander. Met Wilco Kelderman, Wout Poels en Steven Kruijswijk eindigden er echter wel drie Nederlanders in de top 10 van het eindklassement.

## Parcours
Met de start in de Franse stad Nîmes was het de derde keer dat de Vuelta buiten Spanje vertrok, na Lissabon (Portugal) in 1997 en Assen (Nederland) in 2009. De Vuelta startte zoals voorgaande jaren met een korte ploegentijdrit van 14 kilometer. Ook de tweede en derde dag bleven de renners buiten Spanje in respectievelijk Frankrijk en Andorra. Verder werd dit jaar ook het zuiden van Spanje aangedaan.
De Vuelta was dit jaar 3.324 kilometer lang. De ronde leidde langs maar liefst 50 beklimmingen en telde negen aankomsten bergop, waarmee het een klimmersparcours werd genoemd. Opvallend is dat op de derde dag al een bergrit op het programma stond in Andorra la Vella.

## Prijzengeld
In totaal was er 346.800 euro te verdelen in het algemeen klassement, waarvan 150.000 euro naar de winnaar van het eindklassement ging. Het dragen van de rode trui leverde 500 euro op.

## Deelnemende ploegen
| 18 UCI World Tour-ploegen | 18 UCI World Tour-ploegen | 18 UCI World Tour-ploegen | 4 wildcards            |
| ------------------------- | ------------------------- | ------------------------- | ---------------------- |
| AG2R La Mondiale          | Dimension Data            | Orica-Scott               | Aqua Blue Sport        |
| Astana                    | FDJ                       | Quick-Step Floors         | Caja Rural-Seguros RGA |
| Bahrein-Merida PCT        | Katjoesja Alpecin         | Sky                       | Cofidis                |
| BMC Racing Team           | LottoNL-Jumbo             | Sunweb                    | Manzana Postobón Team  |
| BORA-hansgrohe            | Lotto Soudal              | Trek-Segafredo            |                        |
| Cannondale-Drapac         | Movistar                  | UAE Team Emirates         |                        |
|                           |                           |                           |                        |
|                           |                           |                           |                        |

## Etappe-overzicht
| Etappe | Datum        | Start-Finish                                          | Afstand (km)    | Type                | Winnaar                                                                                             | Ploeg                                                                                               | Klassementsleider |                 |
| ------ | ------------ | ----------------------------------------------------- | --------------- | ------------------- | --------------------------------------------------------------------------------------------------- | --------------------------------------------------------------------------------------------------- | ----------------- | --------------- |
| 1      | 19 augustus  | Nîmes – Nîmes                                         | 14              | Ploegentijdrit      | BMC Racing Team (Caruso, De Marchi, Dennis, Frankiny, Oss, Roche, Vliegen, van Garderen en Ventoso) | BMC Racing Team (Caruso, De Marchi, Dennis, Frankiny, Oss, Roche, Vliegen, van Garderen en Ventoso) | Rohan Dennis      |                 |
| 2      | 20 augustus  | Nîmes – Gruissan (Narbonne)                           | 201             | Vlakke rit          | Yves Lampaert                                                                                       | Quick-Step Floors                                                                                   | Yves Lampaert     |                 |
| 3      | 21 augustus  | Prades – Andorra la Vella                             | 159             | Bergrit             | Vincenzo Nibali                                                                                     | Bahrein-Merida                                                                                      | Chris Froome      |                 |
| 4      | 22 augustus  | Escaldes-Engordany – Tarragona                        | 193             | Vlakke rit          | Matteo Trentin                                                                                      | Quick-Step Floors                                                                                   | Chris Froome      |                 |
| 5      | 23 augustus  | Benicàssim – Alcossebre                               | 174             | Heuvelrit           | Aleksej Loetsenko                                                                                   | Astana Pro Team                                                                                     | Chris Froome      |                 |
| 6      | 24 augustus  | Villarreal – Sagunt                                   | 198             | Heuvelrit           | Tomasz Marczyński                                                                                   | Lotto Soudal                                                                                        | Chris Froome      |                 |
| 7      | 25 augustus  | Llíria – Cuenca                                       | 205             | Heuvelrit           | Matej Mohorič                                                                                       | UAE Team Emirates                                                                                   | Chris Froome      |                 |
| 8      | 26 augustus  | Hellín – Xorret de Catí                               | 184             | Heuvelrit           | Julian Alaphilippe                                                                                  | Quick-Step Floors                                                                                   | Chris Froome      |                 |
| 9      | 27 augustus  | Orihuela – Cumbre del Sol (Benitachell)               | 176             | Heuvelrit           | Chris Froome                                                                                        | Team Sky                                                                                            | Chris Froome      |                 |
|        | 28 augustus  | Rustdag Murcia                                        | Rustdag Murcia  | Rustdag Murcia      | Rustdag Murcia                                                                                      | Rustdag Murcia                                                                                      | Rustdag Murcia    | Rustdag Murcia  |
| 10     | 29 augustus  | Caravaca de la Cruz – El Pozo Alimentación            | 171             | Heuvelrit           | Matteo Trentin                                                                                      | Quick-Step Floors                                                                                   | Chris Froome      |                 |
| 11     | 30 augustus  | Lorca – Observatorio Astronómico de Calar Alto        | 188             | Bergrit             | Miguel Ángel López                                                                                  | Astana Pro Team                                                                                     | Chris Froome      |                 |
| 12     | 31 augustus  | Motril – Antequera                                    | 161             | Heuvelrit           | Tomasz Marczyński                                                                                   | Lotto Soudal                                                                                        | Chris Froome      |                 |
| 13     | 1 september  | Coín – Tomares                                        | 197             | Vlakke rit          | Matteo Trentin                                                                                      | Quick-Step Floors                                                                                   | Chris Froome      |                 |
| 14     | 2 september  | Écija – Sierra de La Pandera                          | 175             | Bergrit             | Rafał Majka                                                                                         | BORA-hansgrohe                                                                                      | Chris Froome      |                 |
| 15     | 3 september  | Alcalá la Real – Sierra Nevada (Alto Hoya de la Mora) | 127             | Bergrit             | Miguel Ángel López                                                                                  | Astana Pro Team                                                                                     | Chris Froome      |                 |
|        | 4 september  | Rustdag Navarra                                       | Rustdag Navarra | Rustdag Navarra     | Rustdag Navarra                                                                                     | Rustdag Navarra                                                                                     | Rustdag Navarra   | Rustdag Navarra |
| 16     | 5 september  | Circuito de Navarra – Logroño                         | 42              | Individuele tijdrit | Chris Froome                                                                                        | Team Sky                                                                                            | Chris Froome      |                 |
| 17     | 6 september  | Villadiego – Arredondo                                | 180             | Bergrit             | Stefan Denifl(*) Alberto Contador                                                                   | Aqua Blue Sport Trek-Segafredo                                                                      | Chris Froome      |                 |
| 18     | 7 september  | Suances – Santo Toribio de Liébana                    | 169             | Heuvelrit           | Sander Armée                                                                                        | Lotto Soudal                                                                                        | Chris Froome      |                 |
| 19     | 8 september  | Caso (Parque Natural de Redes) – Gijón                | 153             | Heuvelrit           | Thomas De Gendt                                                                                     | Lotto Soudal                                                                                        | Chris Froome      |                 |
| 20     | 9 september  | Corvera de Asturias – Alto de El Angliru              | 120             | Bergrit             | Alberto Contador                                                                                    | Trek-Segafredo                                                                                      | Chris Froome      |                 |
| 21     | 10 september | Arroyomolinos – Madrid                                | 102             | Vlakke rit          | Matteo Trentin                                                                                      | Quick-Step Floors                                                                                   | Chris Froome      |                 |

(*) geschrapt door dopinggebruik

## Klassementsleiders na elke etappe
| Etappe      | Rode trui Alg. klassement | Groene trui Puntenklassement | Bolletjestrui Bergklassement | Witte trui Combiklassement | Geel rugnummer Ploegenklassement | Groen rugnummer Strijdlust |
| 1           | Rohan Dennis              | niet uitgereikt 1            | Nicolas Roche                | Daniel Oss                 | BMC Racing Team                  | niet uitgereikt            |
| 2           | Yves Lampaert             | Yves Lampaert 2              | Nicolas Roche                | Daniel Oss                 | Quick-Step Floors                | Markel Irizar              |
| 3           | Chris Froome              | Vincenzo Nibali              | Davide Villella              | Chris Froome 3             | Orica-Scott                      | Alexandre Geniez           |
| 4           | Chris Froome              | Matteo Trentin               | Davide Villella              | Chris Froome 3             | Orica-Scott                      | Diego Rubio                |
| 5           | Chris Froome              | Matteo Trentin               | Davide Villella              | Chris Froome 3             | Astana Pro Team                  | Aleksej Loetsenko          |
| 6           | Chris Froome              | Matteo Trentin               | Davide Villella              | Chris Froome 3             | Astana Pro Team                  | Enric Mas                  |
| 7           | Chris Froome              | Matteo Trentin               | Davide Villella              | Chris Froome 3             | Movistar Team                    | Luis Ángel Maté            |
| 8           | Chris Froome              | Matteo Trentin               | Davide Villella              | Chris Froome 3             | Movistar Team                    | Przemysław Niemiec         |
| 9           | Chris Froome              | Chris Froome 4               | Davide Villella              | Chris Froome 3             | Movistar Team                    | Marc Soler                 |
| 10          | Chris Froome              | Matteo Trentin               | Davide Villella              | Chris Froome 3             | Movistar Team                    | Matteo Trentin             |
| 11          | Chris Froome              | Matteo Trentin               | Davide Villella              | Chris Froome 3             | Movistar Team                    | Romain Bardet              |
| 12          | Chris Froome              | Matteo Trentin               | Davide Villella              | Chris Froome 3             | Movistar Team                    | Omar Fraile                |
| 13          | Chris Froome              | Matteo Trentin               | Davide Villella              | Chris Froome 3             | Astana Pro Team                  | Thomas De Gendt            |
| 14          | Chris Froome              | Matteo Trentin               | Davide Villella              | Chris Froome 3             | Astana Pro Team                  | Luis Ángel Maté            |
| 15          | Chris Froome              | Chris Froome 5               | Davide Villella              | Chris Froome 3             | Astana Pro Team                  | Sander Armée               |
| 16          | Chris Froome              | Chris Froome 5               | Davide Villella              | Chris Froome 3             | Astana Pro Team                  | Chris Froome               |
| 17          | Chris Froome              | Chris Froome 5               | Davide Villella              | Chris Froome 3             | Astana Pro Team                  | Daniel Moreno              |
| 18          | Chris Froome              | Chris Froome 5               | Davide Villella              | Chris Froome 3             | Astana Pro Team                  | José Joaquín Rojas         |
| 19          | Chris Froome              | Chris Froome 5               | Davide Villella              | Chris Froome 3             | Astana Pro Team                  | Daniel Navarro             |
| 20          | Chris Froome              | Chris Froome 5               | Davide Villella              | Chris Froome 3             | Astana Pro Team                  | Enric Mas                  |
| 21          | Chris Froome              | Chris Froome 5               | Davide Villella              | Chris Froome 3             | Astana Pro Team                  | niet uitgereikt            |
| Eindstanden | Chris Froome              | Chris Froome                 | Davide Villella              | Chris Froome               | Astana Pro Team                  | Alberto Contador           |

- 1 De groene trui werd in de tweede etappe gedragen door  Alessandro De Marchi. Echter, in de eerste etappe werden geen punten toegekend voor de groene trui, zodoende kreeg klassementsleider  Rohan Dennis de trui uitgereikt op het podium, omdat het algemeen klassement als tiebreaker geldt in het puntenklassement – iedere renner had nul punten.
- 2 De groene trui werd tijdens de derde etappe gedragen door  Matteo Trentin.
- 3 De witte trui werd tijdens de vierde, vijfde, zesde, zevende, achtste, tiende, elfde, twaalfde, dertiende en veertiende etappe gedragen door  Esteban Chaves, in de negende etappe door  Jan Polanc, in de vijftiende etappe door  Vincenzo Nibali, in de zestiende, zeventiende, achttiende, negentiende en twintigste etappe door  Miguel Ángel López en in de eenentwintigste etappe door  Alberto Contador.
- 4 De groene trui werd tijdens de tiende etappe gedragen door  Matteo Trentin.
- 5 De groene trui werd tijdens de zestiende, zeventiende, negentiende en twintigste etappe gedragen door  Matteo Trentin en in de achttiende en eenentwintigste etappe door  Vincenzo Nibali.

## Eindklassementen

### Algemeen klassement
| Plaats    | Naam               | Ploeg                  | Tijd      |
| --------- | ------------------ | ---------------------- | --------- |
| Rode trui | Chris Froome       | Team Sky               | 82u30'02" |
| 2         | Vincenzo Nibali    | Bahrein-Merida         | + 2'15"   |
| 3         | Ilnoer Zakarin     | Team Katjoesja Alpecin | + 2'51"   |
| 4         | Wilco Kelderman    | Team Sunweb            | + 3'15"   |
| 5         | Alberto Contador   | Trek-Segafredo         | + 3'18"   |
| 6         | Wout Poels         | Team Sky               | + 6'59"   |
| 7         | Michael Woods      | Cannondale-Drapac      | + 8'27"   |
| 8         | Miguel Ángel López | Astana Pro Team        | + 9'13"   |
| 9         | Steven Kruijswijk  | Team LottoNL-Jumbo     | + 11'18"  |
| 10        | Tejay van Garderen | BMC Racing Team        | + 15'50"  |
|           |                    |                        |           |
| 19        | Sander Armée       | Lotto Soudal           | + 59'01"  |

### Nevenklassementen
| Puntenklassement |                  |                   |        |
| Plaats           | Naam             | Ploeg             | Punten |
| Groene trui      | Chris Froome     | Team Sky          | 158    |
| 2                | Matteo Trentin   | Quick-Step Floors | 156    |
| 3                | Vincenzo Nibali  | Bahrein-Merida    | 128    |
|                  |                  |                   |        |
| 5                | Wilco Kelderman  | Team Sunweb       | 97     |
| 14               | Tom Van Asbroeck | Cannondale-Drapac | 53     |

| Bergklassement        |                    |                   |        |
| Plaats                | Naam               | Ploeg             | Punten |
| Bolletjestrui (blauw) | Davide Villella    | Cannondale-Drapac | 67     |
| 2                     | Miguel Ángel López | Astana Pro Team   | 47     |
| 3                     | Chris Froome       | Team Sky          | 35     |
|                       |                    |                   |        |
| 5                     | Thomas De Gendt    | Lotto-Soudal      | 30     |
| 18                    | Wilco Kelderman    | Team Sunweb       | 14     |

| Combinatieklassement |                    |                 |        |
| Plaats               | Naam               | Ploeg           | Punten |
| Witte trui           | Chris Froome       | Team Sky        | 5      |
| 2                    | Miguel Ángel López | Astana Pro Team | 17     |
| 3                    | Alberto Contador   | Trek-Segafredo  | 18     |

| Ploegenklassement |                 |            |
| Plaats            | Ploeg           | Tijd       |
| 1                 | Astana Pro Team | 247u16'21" |
| 2                 | Movistar Team   | + 6'16"    |
| 3                 | Team Sky        | + 8'12"    |

1e etappe ·
2e etappe ·
3e etappe ·
4e etappe ·
5e etappe ·
6e etappe ·
7e etappe ·
8e etappe ·
9e etappe ·
10e etappe ·
11e etappe ·
12e etappe ·
13e etappe ·
14e etappe ·
15e etappe ·
16e etappe ·
17e etappe ·
18e etappe ·
19e etappe ·
20e etappe ·
21e etappe
Startlijst · Eindstanden · Afbeeldingen
 winnaars · rode trui · 
 puntenklassement · 
 bergklassement · 
 combinatieklassement · 
 jongerenklassement · 
 ploegenklassement · 
 strijdlust

 Belgische leiderstruidragers · etappewinnaars

 Nederlandse leiderstruidragers · etappewinnaars
1935 · 1936 · 1937 · 1938 · 1939 · 1940 · 1941 · 1942 · 1943 · 1944 · 1945 · 1946 · 1947 · 1948 · 1949 · 1950 · 1951 · 1952 · 1953 · 1954 · 1955 · 1956 · 1957 · 1958 · 1959 · 1960 · 1961 · 1962 · 1963 · 1964 · 1965 · 1966 · 1967 · 1968 · 1969 · 1970 · 1971 · 1972 · 1973 · 1974 · 1975 · 1976 · 1977 · 1978 · 1979 · 1980 · 1981 · 1982 · 1983 · 1984 · 1985 · 1986 · 1987 · 1988 · 1989 · 1990 · 1991 · 1992 · 1993 · 1994 · 1995 · 1996 · 1997 · 1998 · 1999 · 2000 · 2001 · 2002 · 2003 · 2004 · 2005 · 2006 · 2007 · 2008 · 2009 · 2010 · 2011 · 2012 · 2013 · 2014 · 2015 · 2016 · 2017 · 2018 · 2019 · 2020 · 2021 · 2022 · 2023 · 2024 · 2025
 Tour Down Under ·
 Great Ocean Road Race ·
 Abu Dhabi Tour ·
 Omloop Het Nieuwsblad ·
 Strade Bianche ·
 Parijs-Nice · 
 Tirreno-Adriatico · 
 Milaan-San Remo ·
 Ronde van Catalonië ·
 Dwars door Vlaanderen ·
 E3 Harelbeke ·
 Gent-Wevelgem ·
 Ronde van Vlaanderen ·
 Ronde van Baskenland ·
 Parijs-Roubaix ·
 Amstel Gold Race ·
 Waalse Pijl ·
 Luik-Bastenaken-Luik ·
 Ronde van Romandië ·
 Rund um den Finanzplatz Eschborn-Frankfurt ·
 Ronde van Italië ·
 Ronde van Californië ·
 Critérium du Dauphiné ·
 Ronde van Zwitserland ·
 Ronde van Frankrijk ·
 Clásica San Sebastián ·
 Ronde van Polen ·
 RideLondon Classic ·
  BinckBank Tour ·
 Ronde van Spanje ·
 EuroEyes Cyclassics ·
 Bretagne Classic ·
 GP van Quebec ·
 GP van Montreal ·
 Ronde van Lombardije ·
 Ronde van Turkije ·
 Ronde van Guangxi